# Banbigouabri
Banbigouabri är en ort i Burkina Faso.   Den ligger i provinsen Gnagna Province och regionen Est, i den nordöstra delen av landet, 190 kilometer nordost om huvudstaden Ouagadougou. Banbigouabri ligger 261 meter över havet och antalet invånare är 829.
Terrängen runt Banbigouabri är platt. Närmaste större samhälle är Bonsiéga, 10,8 kilometer nordväst om Banbigouabri.
Trakten runt Banbigouabri består i huvudsak av gräsmarker. Runt Banbigouabri är det glesbefolkat, med 19 invånare per kvadratkilometer.